# Hynobius stejnegeri
Hynobius stejnegeri är en groddjursart som beskrevs av Dunn 1923. Hynobius stejnegeri ingår i släktet Hynobius och familjen Hynobiidae. IUCN kategoriserar arten globalt som sårbar. Inga underarter finns listade i Catalogue of Life.